# Presidenti della Provincia di Isernia
Elenco dei presidenti dell'amministrazione provinciale di Isernia.

## Elenco dei presidenti

### Eletti dal Consiglio provinciale (1970-1995)
| Nº  | Nº | Ritratto | Nome                | Mandato           | Mandato           | Partito                                 | Elezione |
| Nº  | Nº | Ritratto | Nome                | Inizio            | Fine              | Partito                                 | Elezione |
| --- | -- | -------- | ------------------- | ----------------- | ----------------- | --------------------------------------- | -------- |
| 1   |    |          | Giuseppe Vitagliano | 30 luglio 1970    | 10 settembre 1975 | Democrazia Cristiana                    | 1970     |
| 2   |    |          | Giovanni Memmi      | 10 settembre 1975 | 28 giugno 1977    | Democrazia Cristiana                    | 1975     |
| 3   |    |          | Angelo Jovine       | 28 giugno 1977    | 13 marzo 1979     | Democrazia Cristiana                    | 1975     |
| 4   |    |          | Ettore Rufo         | 13 marzo 1979     | 21 ottobre 1980   | Partito Socialista Democratico Italiano | 1975     |
| 5   |    |          | Giuseppe Caranci    | 21 ottobre 1980   | 21 giugno 1982    | Democrazia Cristiana                    | 1980     |
| (2) |    |          | Giovanni Memmi      | 21 giugno 1982    | 12 settembre 1985 | Democrazia Cristiana                    | 1980     |
| (5) |    |          | Giuseppe Caranci    | 12 settembre 1985 | 20 luglio 1990    | Democrazia Cristiana                    | 1985     |
| 6   |    |          | Attilio Peluso      | 20 luglio 1990    | 8 maggio 1995     | Partito Socialista Italiano             | 1990     |

### Eletti direttamente dai cittadini (1995-2014)
| Nº | Nº             | Ritratto       | Nome                | Mandato        | Mandato         | Partito                 | Elezione |
| Nº | Nº             | Ritratto       | Nome                | Inizio         | Fine            | Partito                 | Elezione |
| -- | -------------- | -------------- | ------------------- | -------------- | --------------- | ----------------------- | -------- |
| 7  |                |                | Domenico Pellegrino | 8 maggio 1995  | 28 giugno 1999  | Democratici di Sinistra | 1995     |
| 8  |                |                | Raffaele Mauro      | 28 giugno 1999 | 28 giugno 2004  | Alleanza Nazionale      | 1999     |
| 8  | 28 giugno 2004 | 10 giugno 2009 | Raffaele Mauro      | 2004           |                 | Alleanza Nazionale      |          |
| 9  |                |                | Luigi Mazzuto       | 10 giugno 2009 | 15 ottobre 2014 | Il Popolo della Libertà | 2009     |

### Eletti dai sindaci e consiglieri della provincia (dal 2014)
| Nº | Nº | Ritratto | Nome                                                  | Mandato          | Mandato          | Partito                     | Elezione |
| Nº | Nº | Ritratto | Nome                                                  | Inizio           | Fine             | Partito                     | Elezione |
| -- | -- | -------- | ----------------------------------------------------- | ---------------- | ---------------- | --------------------------- | -------- |
| 10 |    |          | Luigi Brasiello                                       | 15 ottobre 2014  | 27 novembre 2015 | Partito Democratico         | 2014     |
| 11 |    |          | Lorenzo Coia                                          | 27 novembre 2015 | 27 maggio 2019   | Partito Democratico         | 2015     |
| –  |    |          | Roberto Di Pasquale (Vicepresidente facente funzioni) | 27 maggio 2019   | 25 agosto 2019   | Partito Democratico         | 2015     |
| 12 |    |          | Alfredo Ricci                                         | 25 agosto 2019   | 19 novembre 2023 | Forza Italia                | 2019     |
| 13 |    |          | Daniele Saia                                          | 19 novembre 2023 | in carica        | Partito Socialista Italiano | 2023     |